# Pałac Arolsen
Pałac Arolsen (niem. Schloss Arolsen) – zabytkowy pałac  w Bad Arolsen, w powiecie Waldeck-Frankenberg, w Hesji (Niemcy).
Pałac wybudowany  w stylu barokowy według projektu Juliusa Ludwiga Rothweila na wzór Pałacu wersalskiego na zlecenie hrabiego Fryderyka Antona Waldecka-Pyrmonta (1676–1728), od 1700 żonatego z hrabiną Ludwiką Zweibrücken-Birkenfeld, córką Christiana II Wittelsbacha. 

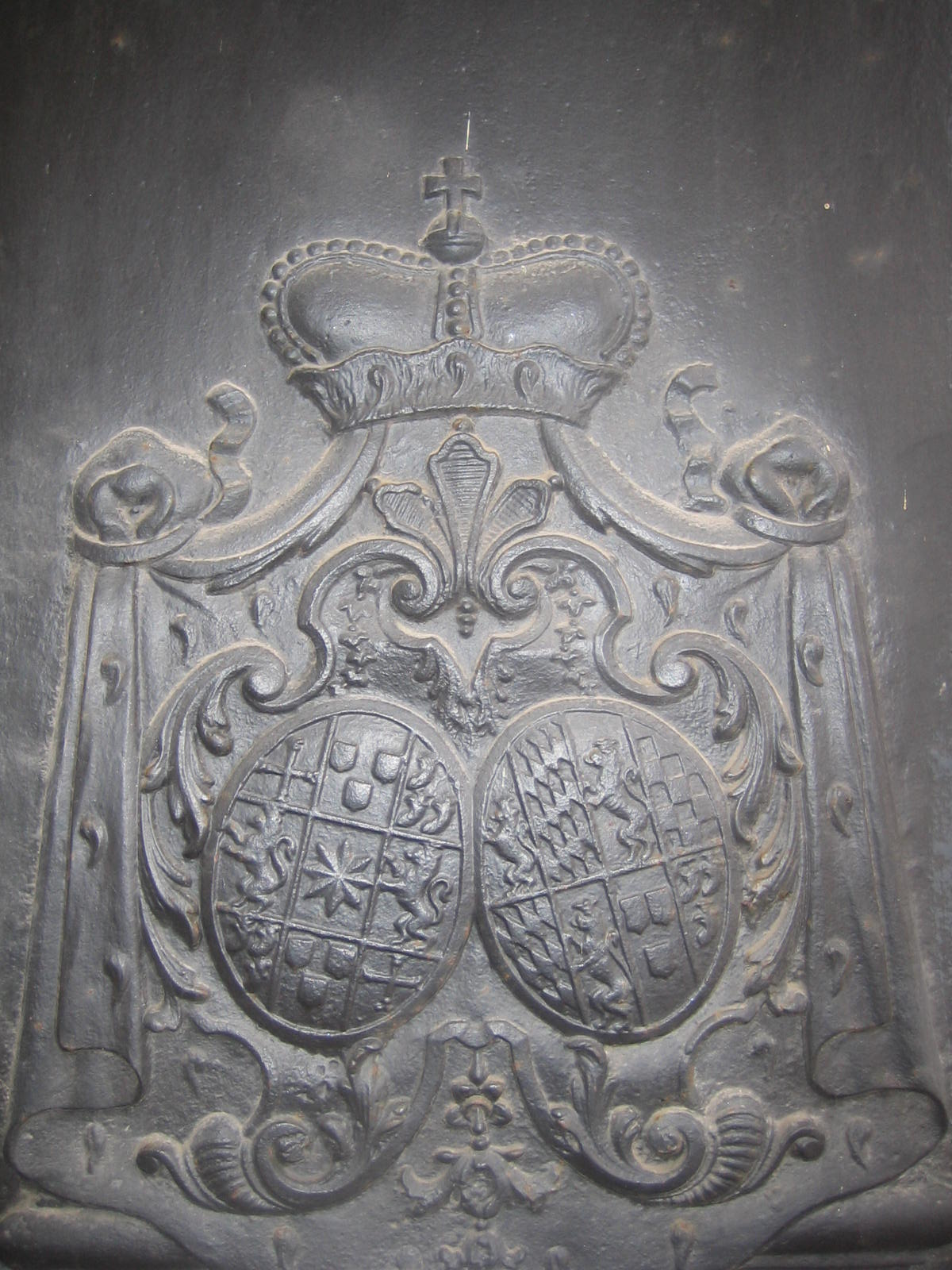
Odlew herbów: Waldeck i Zweibrücken
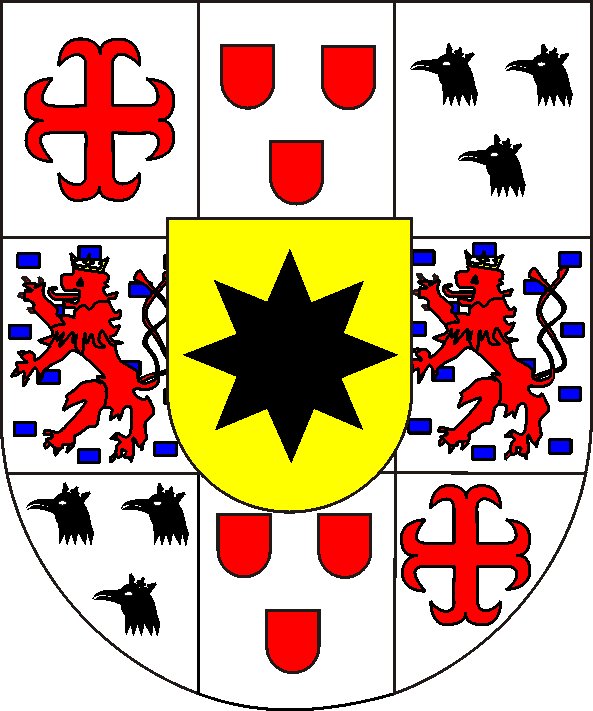
Herb Fryderyka Waldeck-Pyrmont
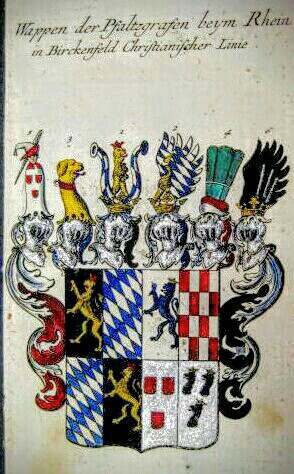
Herb Ludwiki Zweibrücken-Birkenfeld